# Minla ignotincta
La minla colirroja (Minla ignotincta) es una especie de ave paseriforme de la familia Leiothrichidae y del género propia del sur de Asia.
Se encuentra en el subcontinente indio y sudeste de Asia, distribuido por Bangladés, Bután, India, Laos, Myanmar, Nepal, Tailandia y Vietnam. Su hábitat natural es el subtropical y tropical húmedo.